# Heteralepadidae
Heteralepadidae zijn een familie van rankpootkreeften.

## Geslachten
De volgende geslachten zijn bij de familie ingedeeld:
- Alepas Rang, 1829
- Heteralepas Pilsbry, 1907[2]
- Paralepas Pilsbry, 1907